# トーマス・ミッチェル
トーマス・ミッチェル（Thomas Mitchell、1892年7月11日 – 1962年12月17日）は、アメリカ合衆国の俳優、劇作家。

## 生涯
1892年にニュージャージー州エリザベスのアイルランド移民の家庭に生まれる。地元のデイリー・ジャーナルの新聞記者から劇作家となり、1913年には俳優になることを決意する。名優チャールズ・コバーンとの出会いによりシェイクスピア作品で舞台経験を積み、1916年にブロードウェイで俳優としてデビューする。その後、自作がブロードウェイで上演されたのをきっかけに、自ら演出も手がけるようになる。フロイド・ディールと組んで何本かの脚本を書き、その中の作品『Little Accident』（1928年）が1930年に映画化されたのを機に、脚本家として映画界に入り、フレドリック・マーチ主演の『わたしのすべてを』（1934年）をはじめ、いくつかの脚本を発表したのち、コロムビア映画社と契約、映画俳優として1936年の『クレイグの妻』でデビューする（厳密にはフォックス・フィルム製作の1923年のサイレント映画『文明病』が映画初出演作品であるが、その後『クレイグの妻』まで映画には出演していない）。
その後も『失はれた地平線』や『ハリケーン』といった大作に印象的な脇役として出演。そして1939年には、『駅馬車』の飲んだくれのブーン医師を演じてアカデミー助演男優賞を受賞したのをはじめ、『スミス都へ行く』の新聞記者、『コンドル』のリチャード・バーセルメスと対するパイロット、『風と共に去りぬ』のヴィヴィアン・リー扮するスカーレット・オハラの父親といった脇ながらも重要な役を演じ、俳優としてこの年は当たり年となる。
以降も小柄ながら堂々とした押し出しとアイリッシュ系の味わい深い演技で、映画、舞台、テレビと息の長い活躍を見せた。テレビでは1952年度のエミー賞の主演男優賞を受賞。ハリウッド・ウォーク・オブ・フェームには映画分野とテレビ分野で星を持っている。また刑事コロンボを演じた最初の俳優としても知られる。
1953年には主演舞台『Hazel Flagg』でトニー賞ミュージカル主演男優賞を受賞し、アカデミー賞とエミー賞と合わせ、3つの賞を受賞した最初の俳優となる。
1962年の舞台『殺人処方箋』でジョゼフ・コットン演じる犯人を追い詰めるコロンボ刑事を演じ、主役であったコットンを喰ってしまうぐらいの人気ぶりだったという。テレビドラマが計画されたが、死去のためにピーター・フォークが代わりに起用され、こちらも本家に負けずに人気を得た。同年12月17日にフィラデルフィアの公演先で倒れ、癌のためビバリーヒルズの自宅で死去した。ウォルター・ブレナンと並びハリウッド黄金時代の名脇役として活躍したが、その私生活はあまり知られていない。

## ギャラリー

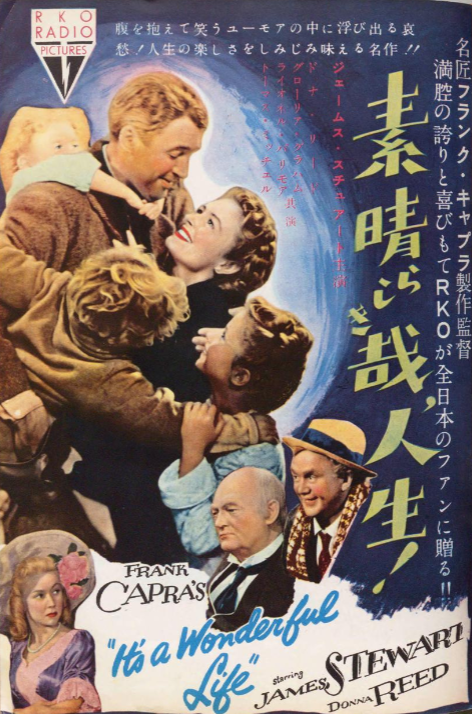
『素晴らしき哉、人生!』（1946年）
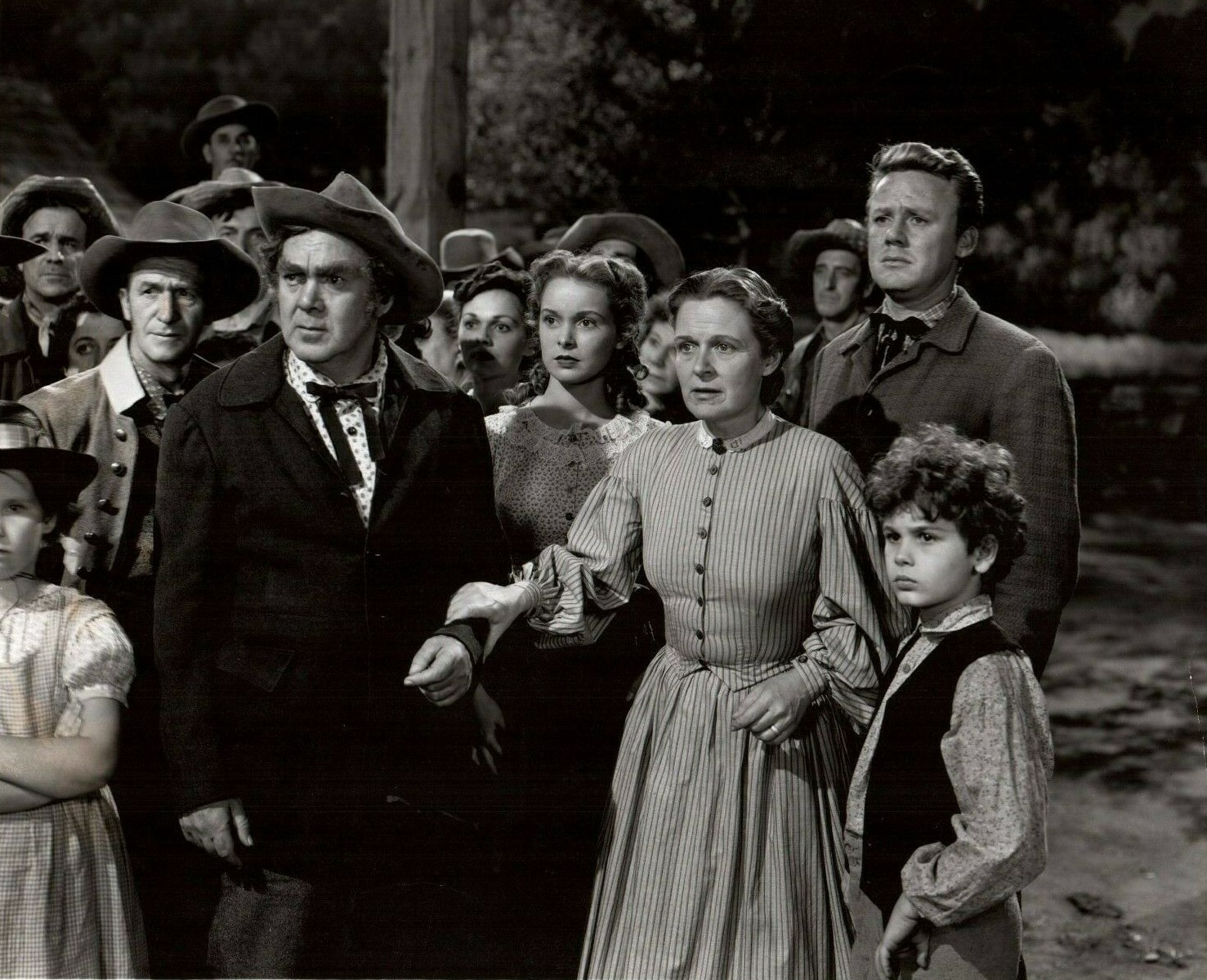
『The Romance of Rosy Ridge』（1947年）
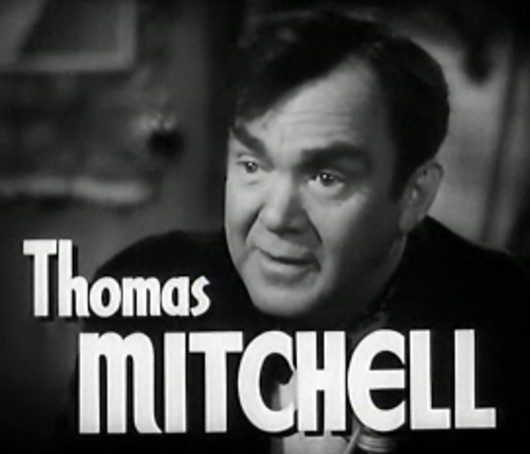
『High Barbaree』（1947年）
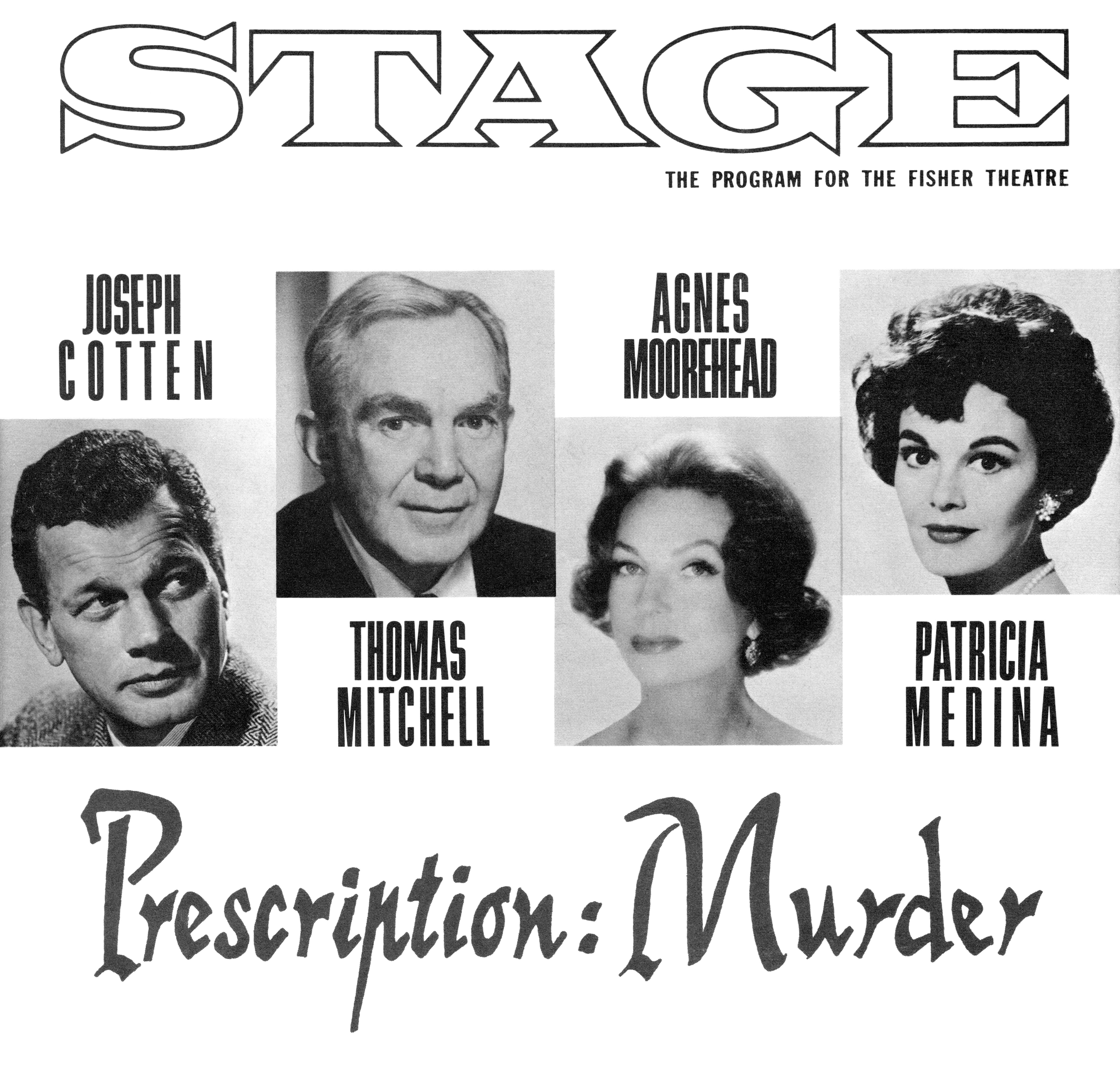
舞台『殺人処方箋』（1962年）

## 主な出演作品
| 公開年 | 邦題 原題                                        | 役名                         | 備考                      |
| ------ | ------------------------------------------------ | ---------------------------- | ------------------------- |
| 1936   | クレイグの妻 Craig's Wife                        | ファーガス・パスモア         |                           |
| 1936   | マンハッタン夜話 Adventure in Manhattan          | フィル                       |                           |
| 1936   | 花嫁凱旋 Theodora Goes Wild                      | ジェド                       |                           |
| 1937   | 間奏楽 When You're in Love                       | ハンク・ミラー               |                           |
| 1937   | 失はれた地平線 Lost Horizon                      | バーナード                   |                           |
| 1937   | 明日は来らず Make Way for Tomorrow               | ジョージ・クーパー           |                           |
| 1937   | ハリケーン The Hurricane                         | Dr. Kersaint                 |                           |
| 1938   | 貿易風 Trade Winds                               | ブラックトン                 |                           |
| 1939   | 駅馬車 Stagecoach                                | ドク・ブーン                 | アカデミー助演男優賞 受賞 |
| 1939   | コンドル Only Angels Have Wings                  | キッド・ダブ                 |                           |
| 1939   | スミス都へ行く Mr. Smith Goes to Washington      | ディズ・ムーア               |                           |
| 1939   | 風と共に去りぬ Gone with the Wind                | ジェラルド・オハラ           |                           |
| 1939   | ノートルダムの傴僂男 The Hunchback of Notre Dame | クロパン                     |                           |
| 1940   | 新ロビンソン漂流記 Swiss Family Robinson         | ウィリアム・ロビンソン       |                           |
| 1940   | 我等の町 Our Town                                | ギブス                       |                           |
| 1940   | 紐育（ニューヨーク）の天使 Angels Over Broadway  | ジーン・ギボンズ             |                           |
| 1940   | 果てなき航路 The Long Voyage Home                | ドリスコル                   |                           |
| 1942   | パリのジャンヌ・ダーク Joan of Paris             | アントワン神父               |                           |
| 1942   | 夜霧の港 Moontide                                | タイニー                     |                           |
| 1942   | 純愛の誓い This Above All                        | モンティ                     |                           |
| 1942   | 運命の饗宴 Tales of Manhattan                    | ジョン・ハロウェイ           |                           |
| 1942   | 海の征服者 The Black Swan                        | トミー・ブルー               |                           |
| 1943   | ならず者 The Outlaw                              | パット・ギャレット           |                           |
| 1943   | 肉体と幻想 Flesh and Fantasy                     | セプティムス                 |                           |
| 1944   | 西部の王者 Buffalo Bill                          | ネッド・バントライン         |                           |
| 1944   | ウィルソン Wilson                                | ジョセフ・タマルティ         |                           |
| 1944   | 黒い河 Dark Waters                               | シドニー                     |                           |
| 1944   | 王國の鍵 The Keys of the Kingdom                 | ウィリー                     |                           |
| 1945   | 旋風大尉 Captain Eddie                           | アイク・ハワード             |                           |
| 1945   | 冒険 Adventure                                   | マッジン                     |                           |
| 1946   | 夢みる少女 Three Wise Fools                      | テレンス                     |                           |
| 1946   | 暗い鏡 The Dark Mirror                           | スティーヴンソン             |                           |
| 1946   | 素晴らしき哉、人生! It's a Wonderful Life        | ビリー・ベイリー             |                           |
| 1948   | 賭博の町 Silver River                            | ジョン・プラート・ベック     |                           |
| 1949   | 夜霧の誘惑 Alias Nick Beal                       | ジョセフ・フォスター         |                           |
| 1949   | 大車輪 The Big Wheel                             | アーサー・レッド・スタンリー |                           |
| 1952   | 真昼の決闘 High Noon                             | ジョナス・ヘンダーソン       |                           |
| 1954   | インカ王国の秘宝 Secret of the Incas             | エド・モーガン               |                           |
| 1954   | 野郎!拳銃で来い Destry                           | レジナルド・T・バーナビー    |                           |
| 1956   | 口紅殺人事件 While the City Sleeps               | ジョン・デイ・グリフィス     |                           |
| 1961   | 愛するゆえに By Love Possessed                   | ノア・タトル                 |                           |
| 1961   | ポケット一杯の幸福 Pocketful of Miracles         | ヘンリー・G・ブレイク        |                           |

## 受賞とノミネート
| 賞           | 年     | 部門       | 作品           | 結果       |
| ------------ | ------ | ---------- | -------------- | ---------- |
| アカデミー賞 | 1937年 | 助演男優賞 | 『ハリケーン』 | ノミネート |
| アカデミー賞 | 1939年 | 助演男優賞 | 『駅馬車』     | 受賞       |